# Eslövs stadshotell
Eslövs stadshotell, tidigare Eslövs järnvägshotell, var ett stadshotell på Storgatan, i närheten av järnvägsstationen, i Eslöv.

## Historia
Hotellbyggnaden uppfördes 1866 och på 1870-talet gjordes en tillbyggnad åt söder. Ägare var Christian E. Nilsson som även låg bakom Hotell Nilsson i Eslöv. Byggnaden i tre våningar uppfördes i mörkrött Helsingborgstegel.   
Åren 1911 och 1912 byggdes järnvägshotellet om till stadshotell. Tillbyggnaden åt söder genomgick en ny och förvanskande ombyggnad 1955.